# Ramiz Abutalibov
Ramiz Abutalıb oğlu Abutalibov (Kirovabad, 27 de octubre de 1937-Moscú, 1 de enero de 2022) fue un historiador y diplomático azerbaiyano.

## Biografía
Nació el 27 de octubre de 1937 en Kirovabad, Unión Soviética (actual Azerbaiyán). Se graduó en geología en la Universidad Estatal de Bakú y trabajó en el Comité Estatal de Ciencia y Tecnología del Consejo de Ministros de la República Socialista Soviética de Azerbaiyán y en el Ministerio de Relaciones Exteriores de la URSS. En 1972 fue contratado por la UNESCO, para la que organizó varias conferencias y exposiciones sobre la cultura azerbaiyana. Fue miembro del parlamento de Azerbaiyán durante el mandato de la URSS, y en 1993 se desempeñó como embajador general del Ministerio de Relaciones Exteriores y como Secretario General de la Comisión de Azerbaiyán para la UNESCO.
Su actividad como historiador se centró principalmente en la emigración azerbaiyana en Francia, y entre sus principales obras se encuentra el libro de 4 volúmenes Archivo de París. 1919-1940, que editó en colaboración con el investigador franco-georgiano, Georges Mamulia.
Durante su vida, Abutalibov recibió varios premios y reconocimientos, incluida la Legión de Honor francesa y una Medalla de Pushkin por sus servicios en el desarrollo de la cultura y el arte. Falleció en Moscú el 1 de enero de 2022, a la edad de 84 años.